# Ibrahim Kargbo
Ibrahim Kargbo (Freetown, 10 aprile 1982) è un ex calciatore sierraleonese, di ruolo difensore.
È stato squalificato a vita dalla FIFA nell'aprile 2019 con l'accusa di aver manipolato i risultati di alcuni incontri.

## Biografia
Anche suo figlio Ibrahim Kargbo Jr. è un calciatore professionista.

## Palmarès

### Club

#### Competizioni nazionali
- Coppa d'Azerbaigian: 1

FK Baku: 2011-2012